# Šišan
Šišan / Sissano is een plaats in de gemeente Ližnjan in de Kroatische provincie Istrië. De plaats telt 989 inwoners (2001).